# داني هارت (الدراج)
داني هارت (بالإنجليزية: Danny Hart)‏ مواليد 20 سبتمبر 1991 في ميدلزبرة، هو دراج.

## وصلات خارجية
- داني هارت على موقع أرشيف الدراجات (الإنجليزية)
- داني هارت على موقع MTB Data (الإنجليزية)

- الموقع الرسمي